# Einrichtungsberater
Einrichtungsfachberater ist die Berufsbezeichnung für eine Person, die Privat- oder Geschäftsleute bei der Gestaltung ihrer Wohnung, ihres Büros oder ihres Ladens berät. Ein Einrichtungsberater erstellt eine 2D- oder 3D-Planung des zu gestaltenden Raumes und bezieht dabei die Möblierung, die Farbgestaltung, die Materialauswahl und die Dekoration in sein Konzept mit ein. Anders als beim Innenarchitekten werden keine technisch-konstruktiven Aspekte behandelt, ebenso werden keine handwerklichen Tätigkeiten durchgeführt, wie es der Raumausstatter tut.
Einrichtungsberater arbeiten als Angestellte in Möbelhäusern und geben Kunden Hilfestellung bei der Auswahl des passenden Möbelstücks und die Integration in die vorhandene Möblierung. Sie sind auch in Fachabteilungen von Raumausstattern oder in Teppichgeschäften tätig. Oder sie machen sich selbständig und beraten Kunden als Wohnberater freiberuflich. Die Berufsbezeichnung ist nicht gesetzlich geschützt, d. h., dass sich jeder als Einrichtungsberater bezeichnen darf. 

## Ausbildung
Bei der Ausbildung zum Einrichtungfachsberater werden folgende Themenfelder behandelt:
- Wohnbedürfnisse und -funktionen
- Perspektivisches Zeichnen
- Stilgeschichte
- Gestaltungslehre
- Farbenlehre
- Haustechnik und Sanitärausstattung
- Lichtplanung

Einrichtungsfachberater ist eine  Weiterbildung an Fachschulen bzw. Berufskollegs und privaten Bildungseinrichtungen. 